# Populus kangdingensis
Populus kangdingensis är en videväxtart som beskrevs av C. Wang och S.L. Tung. Populus kangdingensis ingår i släktet popplar, och familjen videväxter. Inga underarter finns listade i Catalogue of Life.